# Filip Djordjevic
Pour les articles homonymes, voir Đorđević.
Filip Djordjevic (en serbe latin Filip Đorđević ou cyrillique : Филип Ђорђевић) est un footballeur international serbe né le 28 septembre 1987 à Belgrade (Yougoslavie). Il évolue en tant qu'attaquant.

## Biographie

### Étoile Rouge de Belgrade et Rad Belgrade

#### Premières saisons en professionnel
Filip Djordjevic commence sa carrière au sein du club de sa ville natale, l'Étoile rouge de Belgrade en 2005. Ce club serbe historique lui permet de jouer trois matchs de tour préliminaire de Ligue des champions, dont deux comme titulaire. Une fois son club éliminé et reversé en Coupe de l'UEFA, Filip Djordjevic participe à trois matchs de cette compétition.
En quête de temps de jeu, Filip Djordjevic est prêté au FC Rad, le troisième club de Belgrade alors en deuxième division, pour la saison 2006-2007. Ayant acquis une place de titulaire, il parvient à marquer 16 buts en 35 apparitions, faisant de lui le meilleur buteur de la saison en deuxième division. De retour à l’Étoile rouge de Belgrade pour la saison 2007-2008, Filip ne parvient pas à se faire une place dans l'équipe et est alors prêté avec option d'achat au mercato hivernal au FC Nantes.

### FC Nantes

#### Saison 2007-2008
Il marque son premier but sous ses nouvelles couleurs au bout de sa troisième apparition, lors du déplacement à Brest. Il récidive lors des deux matchs suivants (Bastia et Sedan) en marquant trois buts en deux rencontres. Le 29 février, il se voit récompensé de sa bonne forme actuelle en connaissant sa première titularisation au FC Nantes pour la réception de Libourne-Saint-Seurin. Il fête celle-ci en offrant le but de l'égalisation (2-2) d'une reprise de volée. Il est élu joueur du mois de février 2008 en Ligue 2. Il termine finalement sa première saison nantaise avec sept buts au compteur en seulement six mois, participant grandement à la remontée du club en Ligue 1.

#### Saison 2008-2009
Le 26 juin 2008, il signe un contrat de quatre ans avec le FC Nantes. Mais malgré ses performances impressionnantes en L2 l'année précédente, Djordjevic ne parviendra pas à s'imposer en L1 lors de la saison 2008-2009. Cette difficulté s'explique par une blessure qui le perturbe tout au long de la saison, ainsi que par le recrutement du Croate Ivan Klasnić en attaque. Malgré des prestations peu convaincantes, ce dernier reste systématiquement titulaire au détriment de Filip. Il parviendra tout de même à marquer à deux reprises en championnat.

#### Saison 2009-2010
Le FC Nantes est toutefois relégué et évolue donc en Ligue 2 au cours de la saison 2009-2010. Cependant, le club ne parvient pas à enchaîner les victoires et change deux fois d'entraîneur au cours de la saison. Dans un club instable, aucune équipe-type ne se dégage et Filip Djordjevic ne parvient pas à s'imposer durablement en attaque, marquant seulement deux buts au cours de la saison.

#### Saison 2010-2011
La saison 2010-2011 marque en revanche un cap dans sa carrière. Dès le stage de préparation, l'entraîneur nantais Baptiste Gentili le sent plus concerné et lui accorde une place de titulaire indiscutable à la pointe de l'attaque. Le 1er octobre 2010, il réalise un doublé, permettant à l'équipe nantaise de s'imposer contre Ajaccio (3-2). En pleine confiance, il termine meilleur buteur du club à la fin de la saison avec douze réalisations en championnat, complétées par quatre passes décisives.
Si l'atout majeur de Filip Djordjevic est son jeu de tête, son statut de titulaire indiscutable au cours de la saison 2010-2011 lui permet de démontrer des qualités plus techniques et de développer son apport collectif, notamment par le biais de nombreuses déviations.

#### Saison 2011-2012
Le 30 août 2011, il prolonge son contrat de deux ans et est désormais lié aux Canaris jusqu'en 2014. Commençant la saison 2011-2012 avec un nouveau statut, Filip Djordjevic se blesse en début d'exercice, le nouvel entraîneur Landry Chauvin alignant alors ses dernières recrues en attaque. Cependant, le début de saison est difficile pour le club et dès son retour de blessure, Filip Djordjevic redevient titulaire et marque à deux reprises, permettant à son club de remonter au classement. Mais la saison nantaise ne se conclut pas par une montée du club. Filip marque six buts, dont une madjer au point de pénalty contre Angers le 14 janvier 2012. 

#### Saison 2012-2013
Après les départs de Sylvain Wiltord, Florian Raspentino et de l'entraîneur Landry Chauvin. Filip Djordjevic devient l'homme de base de l'attaque nantaise. Mais lors des trois premières journées de la saison, le Serbe n'est pas en réussite. Il frappe plusieurs fois les poteaux et le public nantais commence à montrer son agacement envers le salaire le plus cher de l'effectif nantais. Mais le match contre Tours lors de la quatrième journée va être un tournant, après six mois de disette. Filip Djordjevic inscrit un doublé et donne la victoire à son équipe, puis il continue les matchs suivants  avec encore un doublé contre Le Mans et un but à Arles. Après la trêve internationale le Serbe ne s'arrête pas, il inscrit le but égalisateur au Havre puis un doublé à domicile contre Lens. Avec une victoire 4-0 du FC Nantes face aux Lensois. Il réduit la marque au match à Ajaccio contre le Gazélec ce qui n'empêche pas la défaite des canaris 3 buts à 1. Au 5 octobre 2012 il porte ses statistiques à neuf buts en dix matchs à égalité en tête du classement des buteurs avec le Monégasque Ibrahima Touré et l'Angevin (ex-Nantais) Claudiu Keseru. La nouvelle trêve internationale n'atteint pas son efficacité puisque dès le match de reprise face à Dijon, il transforme un pénalty qu'il a lui-même provoqué à la suite d'une splendide action individuelle. Ce but lui permet de rejoindre Touré et Keserü en tête du classement des buteurs avec dix réalisations en onze matchs.
Le 26 octobre 2012, il est élu meilleur joueur de Ligue 2 du mois de septembre.
Le 27 octobre, lors du match de haut de tableau de la douzième journée  Monaco - Nantes (0-2), Filip inscrit un doublé lui permettant de prendre deux longueurs d'avance sur son concurrent direct Ibrahima Touré. Il ouvre le score sur une tête à la 25e pourtant hors-jeu. Dix minutes plus tard, il fait le break en étant seul au milieu des cages à la suite d'une tête de Madouni repoussé par le portier monégasque. Ce hold-up permet au FC Nantes de devenir co-leader de la Ligue 2.
Le 3 novembre 2012, il inscrit d'une magnifique talonnade son 13e but de la saison dans le derby contre Angers devant plus de 36 000 spectateurs à La Beaujoire. Il permet au FC Nantes de prendre la tête de la L2.
Le 14 mai 2013, il inscrit un but extrêmement important à Caen qui permet à Nantes de presque valider son billet pour la L1. Le 17 mai, son club, le FC Nantes, accède en Ligue 1 après une victoire 1-0 contre Sedan.
Le Serbe termine la saison avec 20 buts en Ligue 2, juste derrière le meilleur buteur de l'exercice Yatabaré. Néanmoins, durant l'été on apprend que Djordjevic souhaite quitter le club, plusieurs rumeurs le voit partir en Angleterre et Southampton plus particulièrement, mais aucun accord n'est trouvé.

#### Saison 2013-2014
Il redémarre la saison en inscrivant le premier but des Canaris en Ligue 1 face à Bastia où le FCN s'impose sur le score de 2 à 0. Le FC Nantes réalise ensuite un bon début de saison alors qu'il bat son record de buts inscrits en Ligue 1. Après douze journées, il a déjà marqué sept buts dont un doublé. 
Il est expulsé face à l'Olympique lyonnais le 9 février 2014, après avoir fait mine d'envoyer de la main le ballon sur l'arbitre, à la suite d'une faute nantaise signalée.
Le 19 mars 2014, Filip Djordjevic annonce sa signature à la Lazio de Rome pour la saison suivante. En fin de contrat, il part gratuitement du FC Nantes. Après cette annonce, il est blessé au genou et  rate les cinq matchs suivants de la saison. Remis contre Toulouse où Der Zakarian ne l'aligne pas, il refuse de s'entrainer avec le FC Nantes et de jouer les deux derniers matchs de la saison (respectivement contre Saint-Étienne et à Bastia).

### Lazio Rome

#### Saison 2014-2015
Arrivé discrètement en Italie, Filip Djordjevic réalise très vite d'excellentes performances qui permettent à la Lazio d'aspirer aux premières places du classement de Serie A. L'ancien nantais marque ses trois premiers buts et donc un triplé contre Palerme lors de la cinquième journée, pour un score final de 4-0. Il commence la saison avec 5 buts en 8 matchs, reléguant l'attaquant expérimenté Miroslav Klose vers le banc au profit de celui qui est surnommé maintenant le "roi serbe" par les tifosi des supporters laziali.
Pourtant, le 24 janvier 2015, sa progression est stoppée par une grave blessure survenue lors de la 20e journée malgré la victoire des siens face à l'AC Milan 3 buts à 1. Il s'avère qu'il souffre alors d'une fracture de la malléole de la cheville droite. Une blessure qui devrait l'éloigner des terrains pendant de nombreuses semaines.
Il fait son retour à l'occasion de la finale de la Coupe d'Italie opposant la Lazio à la Juventus au Stadio Olimpico de Rome. Djordjevic fait son entrée à la 83e minute en remplaçant Miroslav Klose. Malgré quelques occasions dont deux poteaux, le Serbe ne peut empêcher la défaite des Biancocelesti face à l'équipe turinoise (1-2) après des prolongations.
Cette saison-là, et malgré sa blessure, Djordjevic affiche un bilan honorable de 9 buts en 27 matchs toutes compétitions confondues.

## Attitude
Malgré une réputation de « joueur difficile » et parfois colérique, Djordjevic a su se faire apprécier dans chacun des clubs ou il est passé. La plupart de ses anciens entraîneurs mettent en avant notamment son professionnalisme, son respect et son caractère de « serial buteur ». Par ailleurs, Michel Der Zakarian a aussi relevé sa nature de travailleur acharné sur le terrain et pendant la préparation ainsi que ses qualités physiques.

## Statistiques
| Saison                | Club                     | Championnat           | Championnat | Championnat | Championnat | Coupe(s) nationale(s) | Coupe(s) nationale(s) | Coupe(s) nationale(s) | Compétition(s) continentale(s) | Compétition(s) continentale(s) | Compétition(s) continentale(s) | Compétition(s) continentale(s) | Total | Total | Total |
| Saison                | Club                     | Division              | M.          | B.          | P.d.        | M.                    | B.                    | P.d.                  | Comp.                          | M.                             | B.                             | P.d.                           | M.    | B.    | P.d.  |
| 2005-2006             | Étoile rouge de Belgrade | Super Liga            | 1           | 0           | 0           | -                     | -                     | -                     | -                              | -                              | -                              | -                              | 1     | 0     | 0     |
| 2006-2007             | Rad Belgrade (prêt)      | Prva Liga             | 35          | 16          | 0           | -                     | -                     | -                     | -                              | -                              | -                              | -                              | 35    | 16    | 0     |
| 2007-2008             | Étoile rouge de Belgrade | Super Liga            | 8           | 0           | -           |                       | 0                     | -                     | C1+C3                          | 3+3                            | 0                              | 0                              | 14    | 0     | 0     |
| Sous-total            | Sous-total               | Sous-total            | 15          | 0           | 1           | -                     | -                     | -                     | -                              | 6                              | 0                              | 0                              | 21    | 0     | 1     |
| 2007-2008             | FC Nantes (prêt)         | Ligue 2               | 18          | 7           | 0           | 1                     | 0                     | 0                     | -                              | -                              | -                              | -                              | 19    | 7     | 0     |
| 2008-2009             | FC Nantes                | Ligue 1               | 19          | 2           | 0           | 1                     | 0                     | 0                     | -                              | -                              | -                              | -                              | 20    | 2     | 0     |
| 2009-2010             | FC Nantes                | Ligue 2               | 19          | 2           | 1           | 1                     | 0                     | 0                     | -                              | -                              | -                              | -                              | 20    | 2     | 1     |
| 2010-2011             | FC Nantes                | Ligue 2               | 36          | 12          | 5           | 5                     | 4                     | 0                     | -                              | -                              | -                              | -                              | 41    | 16    | 5     |
| 2011-2012             | FC Nantes                | Ligue 2               | 28          | 6           | 5           | 3                     | 1                     | 0                     | -                              | -                              | -                              | -                              | 31    | 7     | 5     |
| 2012-2013             | FC Nantes                | Ligue 2               | 34          | 20          | 3           | 4                     | 3                     | 0                     | -                              | -                              | -                              | -                              | 38    | 23    | 3     |
| 2013-2014             | FC Nantes                | Ligue 1               | 27          | 10          | 3           | 2                     | 2                     | 1                     | -                              | -                              | -                              | -                              | 29    | 12    | 4     |
| Sous-total            | Sous-total               | Sous-total            | 181         | 59          | 17          | 17                    | 10                    | 1                     | -                              | -                              | -                              | -                              | 198   | 69    | 18    |
| 2014-2015             | Lazio Rome               | Serie A               | 24          | 8           | 2           | 3                     | 1                     | 1                     | -                              | -                              | -                              | -                              | 27    | 9     | 3     |
| 2015-2016             | Lazio Rome               | Serie A               | 27          | 3           | 2           | 2                     | 0                     | 0                     | C3                             | 3                              | 3                              | 0                              | 32    | 6     | 2     |
| 2016-2017             | Lazio Rome               | Serie A               | 17          | 0           | 0           | 1                     | 1                     | 0                     | -                              | -                              | -                              | -                              | 18    | 1     | 0     |
| 2017-2018             | Lazio Rome               | Serie A               | 0           | 0           | 0           | -                     | -                     | -                     | -                              | -                              | -                              | -                              | 0     | 0     | 0     |
| Sous-total            | Sous-total               | Sous-total            | 68          | 11          | 4           | 6                     | 2                     | 1                     | -                              | 3                              | 3                              | 0                              | 77    | 16    | 5     |
| 2018-2019             | Chievo Verone            | Serie A               | 13          | 1           | 1           | 1                     | 0                     | -                     | -                              | -                              | -                              | -                              | 14    | 1     | 1     |
| 2019-2020             | Chievo Verone            | Serie A               | 33          | 10          | 6           | 1                     | 0                     | -                     | -                              | -                              | -                              | -                              | 34    | 10    | 6     |
| 2020-2021             | Chievo Verone            | Serie A               | 27          | 4           | 0           | -                     | -                     | -                     | -                              | -                              | -                              | -                              | 27    | 4     | 0     |
| Sous-total            | Sous-total               | Sous-total            | 73          | 15          | 7           | 2                     | 0                     | 0                     | -                              | -                              | -                              | -                              | 75    | 15    | 7     |
| Total sur la carrière | Total sur la carrière    | Total sur la carrière | 365         | 101         | 22          | 25                    | 12                    | 2                     | -                              | 9                              | 3                              | 0                              | 399   | 116   | 24    |

## Sélection serbe
Filip Djordjevic a été convoqué pour la première fois par le sélectionneur espagnol de la Serbie Javier Clemente le 24 novembre 2007 pour un match à domicile contre le Kazakhstan, comptant pour les éliminatoires de l'Euro 2008, mais il n'a pas eu l'occasion d'entrer en jeu. 
À la suite de ses bonnes performances lors de la saison 2012-2013 avec le FC Nantes, il est convoqué pour la première fois par Siniša Mihajlović en équipe de Serbie, en novembre 2012. Il inscrit son premier but, deux minutes après être entré sur le terrain et avoir fait ses débuts officiels contre le Chili. Il possède actuellement quinze sélections pour quatre buts.
| Clt. | Date              | Adversaire           | Domicile/Extérieur/Neutre | Score final | But inscrit            | Compétition                                |
| ---- | ----------------- | -------------------- | ------------------------- | ----------- | ---------------------- | ------------------------------------------ |
| 1.   | 14 novembre 2012  | Chili                | Extérieur                 | V 1 - 3     | Buteur à la 47e minute | Match amical                               |
| 2.   | 6 février 2013    | Chypre               | Extérieur                 | V 1 - 3     | Non                    | Match amical                               |
| 3.   | 22 mars 2013      | Croatie              | Extérieur                 | D 2 - 0     | Non                    | Qualifications pour la Coupe du monde 2014 |
| 4.   | 26 mars 2013      | Écosse               | Domicile                  | V 2 - 0     | Non                    | Qualifications pour la Coupe du monde 2014 |
| 5.   | 10 septembre 2013 | Pays de Galles       | Extérieur                 | V 0 - 3     | Buteur à la 8e minute  | Qualifications pour la Coupe du monde 2014 |
| 6.   | 11 octobre 2013   | Japon                | Domicile                  | V 2 - 0     | Non                    | Match amical                               |
| 7.   | 15 octobre 2013   | Macédoine du Nord    | Domicile                  | V 5 - 1     | Non                    | Qualifications pour la Coupe du monde 2014 |
| 8.   | 15 novembre 2013  | Russie               | Extérieur                 | N 1 - 1     | Buteur à la 31e minute | Match amical                               |
| 9.   | 5 mars 2014       | République d'Irlande | Extérieur                 | V 1 - 2     | Buteur à la 60e minute | Match amical                               |
| 10.  | 26 mai 2014       | Jamaïque             | Neutre                    | V 2 - 1     | Non                    | Match amical                               |
| 11.  | 31 mai 2014       | Panama               | Neutre                    | N 1 - 1     | Non                    | Match amical                               |
| 12.  | 6 juin 2014       | Brésil               | Extérieur                 | D 1 - 0     | Non                    | Match amical                               |
| 13.  | 7 septembre 2014  | France               | Domicile                  | N 1 - 1     | Non                    | Match amical                               |
| 14.  | 11 octobre 2014   | Arménie              | Extérieur                 | N 1 - 1     | Non                    | Qualifications pour l'Euro 2016            |

## Palmarès
- Championnat de Serbie-et-Monténégro
  - Champion en 2006
- Coupe de Serbie-et-Monténégro
  - Vainqueur en 2006
- Championnat de Serbie D2
  - Meilleur buteur en 2007 (16 buts)
- - Finaliste de la Coupe d'Italie en 2017 avec La Lazio

## Citations
Réputé pour son franc-parler, Djordjevic a parfois lâché des phrases cinglantes dans la presse.
- « Qu'il me donne un papier et qu'il paye ! », évoquant son président Waldemar Kita et son éventuelle prolongation de contrat.
- « À chaque but, c’est plus cher pour le président. », dans l'émission Téléfoot du 20 octobre 2013, encore une fois à propos d'un éventuel renouvellement de son contrat terminant en juin 2014.
- « Certains ont plus pensé à récupérer des maillots des joueurs du PSG qu’à faire mieux pendant le match. », épinglant ses coéquipiers après la lourde défaite (0-5) face au PSG lors de la 21e journée de la saison 2013-2014 de Ligue 1.